# Dybowo (obwód Jamboł)
Dybowo (bułg. Дъбово) – wieś w południowo-wschodniej Bułgarii, w obwodzie Jamboł, w gminie Bolarowo. Według danych Narodowego Instytutu Statystycznego, 31 grudnia 2011 roku wieś liczyła 64 mieszkańców.